# Ospedale civile Francesco Pentimalli
L'ospedale civile "Francesco Pentimalli" è il nosocomio di Palmi, ed è ubicato in via Bruno Buozzi. Inaugurato il 10 luglio 1969, è un ospedale a gestione diretta dell'Azienda sanitaria provinciale di Reggio Calabria (in precedenza a gestione della soppressa Azienda sanitaria locale n. 10 di Palmi). La struttura, che ospita anche gli uffici del distretto sanitario "Tirrenica", è l'unico ospedale pubblico della Calabria dotato di una camera iperbarica.

## Storia
Fin dal 1667 a Palmi esiste una struttura ospedaliera, quando vi era un "Ospitio Ecc.mi D.ni Marchionis Arenae", così chiamato poiché avviato grazie al feudatario Andrea Concublet. Successivamente venne chiamato «hospitio publico» oppure «diversorio».
Nel 1888 venne realizzato un ospedale nel rione Spirito Santo mentre a seguito del terremoto del 1908, venne costruito nel rione Ajossa l'ospedale "Regina Margherita", la cui struttura fatiscente è a tutt'oggi esistente in via Luigi Lacquaniti.
Negli anni sessanta venne deliberata la realizzazione del nuovo ospedale cittadino, su progetto dell'architetto Nino Bagalà, con i fondi della Cassa per il Mezzogiorno. La struttura, formata da un complesso edilizio monoblocco sviluppato su cinque piani più un padiglione di isolamento, fu composta da sale operatorie, sale di diagnostica, sale di terapia, un laboratorio di analisi, una farmacia, un poliambulatorio per esterni, un reparto di radiologia, uffici, abitazione del medico di guardia ed una cappella. L'ospedale venne inaugurato il 10 luglio 1969, con i reparti di medicina, chirurgia, ostetricia, ginecologia ed ortopedia, per un totale di 150 posti letto.
Nel 1983 l'ospedale venne dotato di un reparto di rianimazione e due anni dopo, nel 1985, la Regione Calabria finanziò l'acquisto e l'installazione di una camera iperbarica nella struttura. L'ospedale fu dotato infine, dal 1996, di una camera iperbarica di ultima generazione a 12 posti, per un totale di 170 posti letto.
Nel corso degli anni, con l'apertura di altre strutture ospedaliere in altri centri della zona, l'ospedale Pentimalli perse alcuni servizi fondamentali, portando le varie amministrazioni regionali a segnalarne più volte la chiusura, per gli elevati costi di mantenimento. Per tali motivi, l'ospedale è salito alle cronache nazionali fino a parlarne nei talk show come Porta a Porta su Rai 1.
Nel 2009 il Piano di rientro della Regione Calabria, per ovviare al deficit sanitario regionale, propose il declassamento dell'ospedale in centro polifunzionale, con la creazione a Palmi di un nuovo ospedale di riferimento nella Piana, con oltre 350 posti letto. Tale trasformazione è avvenuta a fine 2011, con la creazione del centro polifunzionale, con annessi servizi, nel quale ha sede anche il distretto sanitario.

## Intitolazione
L'ospedale è intitolato a Francesco Pentimalli (Palmi, 28 novembre 1885 - Roma, 1958). Patologo laureato a Napoli, successivamente perfezionò i suoi studi a Friburgo in Brisgovia seguendo Karl Aschoff. Tornato a Napoli, vi insegnò negli anni venti Patologia. Nel 1927 vinse il premio della Accademia Nazionale dei Lincei. Successivamente insegnò a Cagliari ed ebbe la cattedre a Perugia e Firenze. Nel 1933 venne eletto membro del Consiglio superiore dell'educazione nazionale e nel 1934 deputato. Nello stesso fu il primo direttore dell'Istituto Nazionale per i Tumori di cui aveva sostenuto la necessità, poi intitolato alla Regina Elena che l'aveva promosso con la LILT, Lega Italiana per la Lotta contro i Tumori.

## Reparti di degenza e servizi sanitari

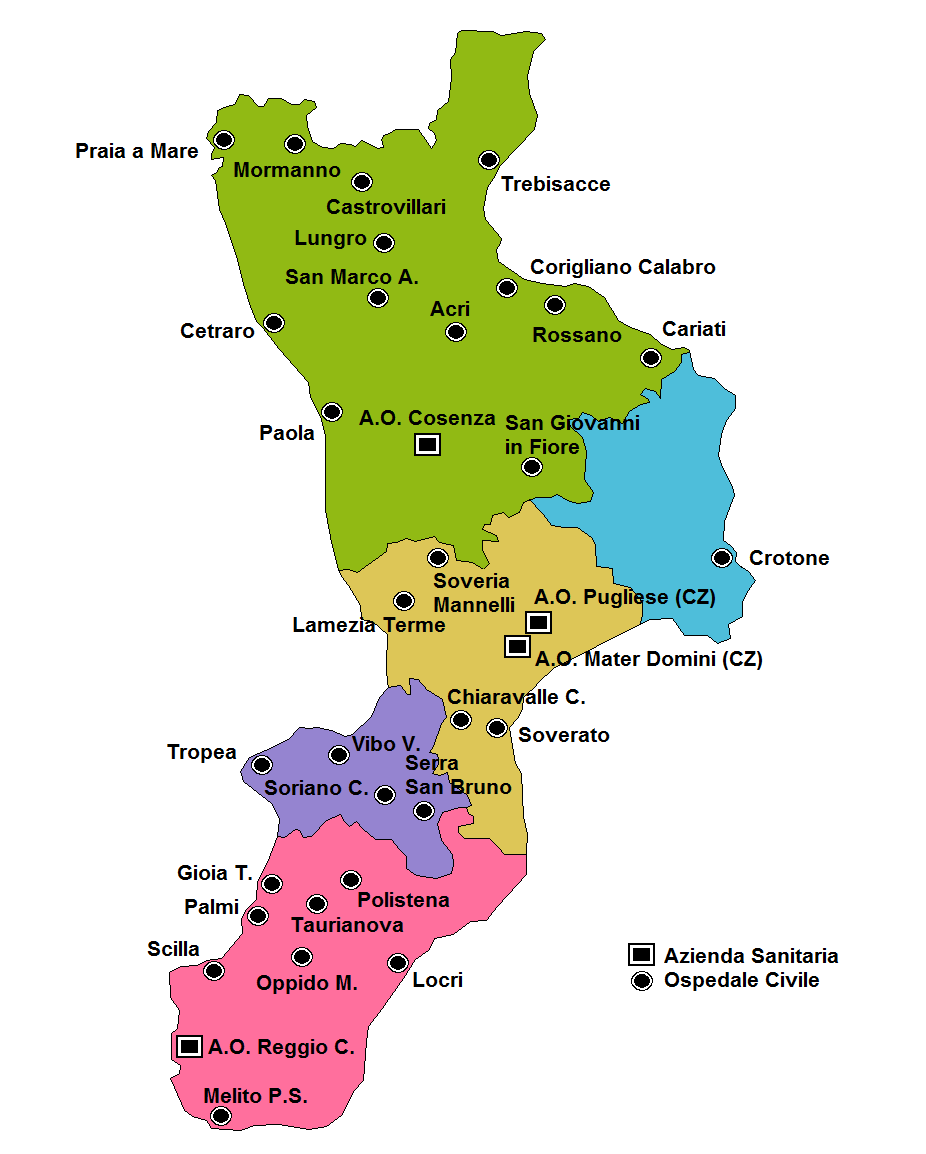
Mappa della Strutture sanitarie in Calabria.

Gli attuali reparti di degenza e servizi sanitari sono i seguenti:
- Punto di Primo Intervento "Antonio Geraci";
- Radiologia;
- Citodiagnostica;
- Laboratorio Citologico
- Centro Trasfusionale;
- SAR Terapia iperbarica;
- Dialisi;
- Ambulatorio di Cardiologia;
- Ambulatorio di Ginecologia.
- Ambulatorio di Urologia
- Ambulatorio di Oncologia

Inoltre, quale poliambulatorio, la struttura ospita i seguenti servizi sanitari: allergologia, angiologia, cardiologia, dermatologia, diabetologia, endocrinologia, geriatria, medicina dello sport, oculistica, odontoiatria, ortopedia, otorinolaringoiatria, psichiatria e reumatologia.

## Uffici direzionali
Nella struttura ha sede uno dei quattro distretti sanitari dell'Azienda sanitaria provinciale di Reggio Calabria. Il distretto, denominato «Tirrenica», è stato inaugurato il 9 marzo 2012 e comprende i comuni appartenenti all'ex ASL 10 di Palmi.